# Charles Nouette
Charles Nouette, né le 6 mai 1869 à Montlhéry et mort le 2 mai 1910 dans le 11e arrondissement de Paris, est un photographe et explorateur français, membre de l'expédition archéologique de Paul Pelliot au Turkestan chinois en 1906-1908.

## Biographie
Charles Georges Nouette naît à Montlhéry en 1869, fils d'Albert Charles Nouette, marchand, et de Sophie Portier, son épouse,.
Il s'occupe d'abord d'installations électriques puis se tourne vers la photographie.
Au début du XXème siècle, une grande rivalité scientifique règne entre Français, Britanniques, Allemands, Russes et Japonais en Asie centrale. Pelliot, accompagné de Nouette comme photographe officiel et de Louis Vaillant comme médecin d'expédition, part de Saint-Pétersbourg le 17 juin 1906 et passe par Boukhara, Kashgar, Ürümqi et Turfan, avant d'atteindre finalement Pékin à l'été 1909.
En mars 1908, l'expédition visite Dunhuang. Les nombreux manuscrits rupestres achetés puis étudiés par Pelliot sont aujourd'hui conservés à la Bibliothèque nationale de France.
Nouette décède en 1910 au no 47, rue Jacob, à l'hôpital de la Charité, d'une maladie pulmonaire contractée à la fin de sa mission en Chine.
Ses photographies sont conservées dans la collection du musée national des Arts asiatiques - Guimet, à Paris.